# Стівен Галлард
Стівен Галлард  (англ. Steven Hallard, 22 лютого 1965) — британський лучник, олімпійський медаліст.

## Виступи на Олімпіадах
| Олімпіада         | Дисципліна | Місце |
| ----------------- | ---------- | ----- |
| Лос-Анджелес 1984 | особисті   | 21    |
| Сеул 1988         | особисті   | 21    |
| Сеул 1988         | командні   | 3     |
| Барселона 1992    | особисті   | 13    |
| Барселона 1992    | командні   | 3     |
| Атланта 1996      | особисті   | 55    |

## Зовнішні посилання
- Досьє на sport.references.com